# برتراند بارر
كان بيرتراند بارر (بالفرنسية: Bertrand Barère de Vieuzac)‏، (ولد في 10 سبتمبر 1755 - توفي في 13 يناير 1841) سياسيًا فرنسيًا، ماسونيًا، صحفيًا، وواحدًا من أبرز أعضاء المؤتمر الوطني خلال الثورة الفرنسية.

## حياته
ولد بيرتراند بارر في تارب، وهو جزء شائع من منطقة جاسكوني. الذي كان محامياً. كانت والدة بارر، جان كاثرين مارست، من النبلاء القدامى. حضر الحاجز مدرسة أبرشية عندما كان طفلاً، وبحلول الوقت الذي كان فيه عمره، أصبح أخوه جان بيير قسًا. يود جان بارر أن يكون لديه رأي ثان في مجلس الخمسة آلاف من زملائه برتراند بارر كعضو.
بعد الانتهاء من المدرسة، حضر بارر كلية قبل الخوض في مسيرته في السياسة. في 1770، بدأ في ممارسة المحامي في برلمان تولوز، واحدة من البرلمانات الأكثر شهرة في المملكة. مارست باري كمدافعة بنجاح كبير وكتب بعض القطع الصغيرة التي يشعر بها إلى الجمعيات الأدبية الرائدة في جنوب فرنسا. كانت شهرته ككاتب مقالات عضوًا في أكاديمية ألعاب الأزهار في تولوز عام 1788. وعقدت هذه الهيئة اجتماعًا سنويًا للعالم، حيث مُنحت زهورًا من الذهب والفضة وبلاغة. على الرغم من أن بارر لم يتلق أيًا من هذه المنافع، إلا أن أحد أدائه تم ذكره بشرف. في أكاديمية ألعاب الأزهار في مونتوبان، حصل على العديد من الجوائز، بما في ذلك جائزة للمدرب على الملك لويس الثاني عشر، والثاني لمدرب على فرنك دي بومبيجنان. بعد فترة وجيزة، كتب بارر أطروحة على حجر قديم. وقد أكسبه هذا مقعدًا في أكاديمية تولوز للعلوم والنقوش والأدب المهذب.
في عام 1785، تزوج بارر من شابة ذات ثروات كبيرة. يصرح بارر بأن زواجه «كان من أكثر حالات الزواج تعاسة.» وفي عام 1789، تم انتخابه نائبا من قبل عقارات بيجور إلى العقارات العامة - كان قد جعله أول زيارة لباريس في العام السابق. في بادئ الأمر احتفل باري دي فيوزاك بالحزب الدستوري، لكنه كان عضوًا في الجمعية التأسيسية الوطنية أكثر من كونه صحفيًا. وفقا ل فيكتور ألفونس أولار، «نقطة دو جور»، رسم Oath. رسم الرسام، جاك لويس ديفيد، الحاجز الركوع في الزاوية وكتابة تقرير عن الإجراءات للأجيال القادمة.

## روابط خارجية
- برتراند بارر على موقع الموسوعة البريطانية (الإنجليزية)